# N,N'-ジニトロソペンタメチレンテトラミン
N,N'-ジニトロソペンタメチレンテトラミン
（英: N,N'-Dinitrosopentamethylenetetramine）は、化学式が C5H10N6O2 で表される、ニトロソアミンの一種。ゴムなどの有機発泡剤として用いられる。

## 製造
ヘキサメチレンテトラミンを亜硝酸ナトリウムと硫酸でN-ニトロソ化して得られる。

## 用途
主に発泡ゴム、エテン-酢酸ビニル共重合体の発泡剤として使用される。単独で使用する場合は203~207℃で分解が開始し、窒素やホルムアルデヒドを生じる。比較的安価で着色性もないが、分解熱が127.5kcal/molと高いことや、副生するアミンによる着臭の欠点がある。
{\displaystyle {\ce {(CH2)5N4(NO)2 -> 2N2\ + 2HCHO\ + {\frac {1}{2}}(CH2)6N4}}}
高温を避けたい場合は、活性化剤として尿素や無水フタル酸、サリチル酸などを添加する。この場合は110〜130℃で分解が始まる。尿素やメラミンを添加すると、アミンの発生が抑制される。
{\displaystyle {\ce {3(CH2)5N4(NO)2\ + 8(NH2)2CO ->}}}
{\displaystyle {\ce {6N2\ + 2{\frac {1}{2}}(CH2)6N4\ + 4H2NCONHCONH2\ + 6H2O}}}

## 安全性
化学構造がヘキソーゲンに類似し、加熱や衝撃による発火のおそれがあるため日本の消防法では危険物第5類に分類される。国際がん研究機関は、本物質の発癌性をGroup3に分類している。日本の労働安全衛生法第57条の3では変異原性が認められた既存化学物質としている。